# Cantonul Tence
Cantonul Tence este un canton din arondismentul Yssingeaux, departamentul Haute-Loire, regiunea Auvergne, Franța.

## Comune
- Le Chambon-sur-Lignon
- Chenereilles
- Le Mas-de-Tence
- Mazet-Saint-Voy
- Saint-Jeures
- Tence (reședință)